# 湯瑪斯·邱比特
湯瑪斯·邱比特（英語：Thomas Cubitt，1788年—1855年），為英國著名的建築師，生於。他對於當時的建築業作出了許多革命性的貢獻，並且和他的弟弟一起完成了倫敦許多的大型工程，包括貝爾格雷夫住宅區和白金漢宮東側的建築。
其兄曾經擔任倫敦市長。